# Arac Attack, les monstres à huit pattes
Pour plus de détails, voir Fiche technique et Distribution.
Arac Attack, les monstres à huit pattes ou Terreur sur huit pattes au Québec (Eight Legged Freaks) est une comédie horrifique américaine réalisée par Ellory Elkayem, sorti en 2002.

## Synopsis
Après être entrées en contact avec un bidon rempli de produits chimiques, des araignées se mettent à grandir de façon anormale et attaquent la ville de Prosperity, paisible cité ouvrière située en Arizona. Pendant ce temps là, un jeune garçon solitaire et intellectuel est fasciné par ces araignées.

## Fiche technique
- Titre : Arac Attack, les monstres à huit pattes
- Titre original : Eight Legged Freaks
- Titre québécois : Terreur sur huit pattes
- Réalisation : Ellory Elkayem
- Scénario : Ellory Elkayem, Randy Kornfield et Jesse Alexander
- Production : Bruce Berman et Dean Devlin
- Production exécutive : Roland Emmerich, William Fay et Peter Winther
- Musique : John Ottman
- Montage : David Siegel
- Pays :  États-Unis
- Genre : Comédie horrifique et science-fiction
- Budget : 30 millions de $
- Dates de sortie :
  -  Suisse : 30 mai 2002 (première à Zurich)
  -  États-Unis /  Canada : 16 juillet 2002
  -  France /  Belgique : 31 juillet 2002
- Interdit aux moins de 12 ans lors de sa sortie en France, lors de sa sortie en vidéo et lors de sa programmation à la télévision

## Distribution
- David Arquette (VF : David Krüger et  VQ : Sébastien Dhavernas) : Chris McCormick
- Kari Wuhrer (VF : Catherine Hamilty et VQ : Christine Séguin) : Sheriff Samantha Parker
- Scott Terra (VF : Kelyan Blanc et VQ : Xavier Dolan) : Mike Parker
- Scarlett Johansson (VF : Noémie Orphelin et VQ : Camille Cyr-Desmarais) : Ashley Parker
- Doug E. Doug (VF : Jean-Paul Pitolin et VQ : Pierre Auger) : Harlan Griffith
- Rick Overton (VF : Gabriel Le Doze et VQ : François L'Écuyer) : Député Pete Willis
- Leon Rippy (VF : Bernard-Pierre Donnadieu) : Wade
- Matt Czuchry (VF : Carol Styzczen et VQ : Patrice Dubois) : Bret
- Jay Arlen Jones (VF : Benoît Allemane et VQ : Victor Désy) : Léon
- Eileen Ryan (VF : Laurence Badie et VQ : Élizabeth Chouvalidzé) : Gladys
- Riley Smith : Randy
- Matt Holwick : Larry
- Jane Edith Wilson : Emma
- Jack Moore : Amos
- Roy Gaintner  (VF : Jack Alric) : Floyd
- John Storey (VF : Constantin Pappas) : Mark
- David Earl Waterman (VF : Patrick Mancini et VQ : Jean-Luc Montminy) : Norman
- Tom Noonan (VF : Jean-Pierre Leroux et VQ : Jean-René Ouellet) : Joshua

## Production

### Tournage
Le tournage a débuté le 8 janvier 2001 à Glendale et Superior, en Arizona.

## Bande originale
- Itsy Bitsy Spider, interprété par Joey DeLuxe
- Dim Memory, interprété par Soul Circle
- Diablo, interprété par Triple Seven
- Strangers in the Night, interprété par Fantastic Strings

## Distinctions

### Nomination
- 2003 : nommé au Saturn Award du Meilleur film d'horreur.

## Autour du film
- Arac Attack, les monstres à huit pattes est inspiré du court-métrage néo-zélandais de 13 minutes : Larger than Life (1997) de Ellory Elkayem[1].
- Le film est dédié à la mémoire de Lewis Arquette, père de David Arquette, ainsi qu'à Don Devlin, père de Dean Devlin qui est l'un des producteurs du film.